# Тийо, Жан Огюст Мари
Жан Огюст Мари Тийо (фр. Jean Auguste Marie Tilho; 1 марта 1875, Дом, Дордонь — 8 апреля 1956, Париж) — французский армейский офицер, топограф, исследователь Центральной Африки и Сахары: среднего течения р. Нигер (1899-1902), озера Чад (топографическая съемка, 1908), нагорья Тибести, плато Эннеди и Эрди (1912-17). Действительный член Парижской Академии наук (с 1918), член Бюро долгот. Бригадный генерал (1932).

## Биография
С 1895 на военной службе в бывших французских колониях. В 1895—1896 годах участвовал в экспедициях по колонизации Мадагаскара, затем Сенегала, Гамбии и Дагомеи.
В 1899—1902 годах руководил экспедиций по картографированию среднего течения реки Нигер и озера Чад. Одновременно, проделал большую работу для комплексному изучению природы и населения исследуемых районов.
В 1902—1905 работал в составе совместной франко-британской комиссии по демаркации колониальных границ между бывшей английской Нигерией и бывшей французской Западной Африкой в Сахаре.
В 1908—1909 годах выполнил новую точную топографическую съёмку озера Чад и исследовал котловину Боделе.
В 1911—1912 годах выполнил топографические измерения в алжирской Сахаре.
В 1912—1917 исследовал нагорье Тибести (3415 м) и Эннеди (1450 м) плато Эннеди; открыл и исследовал плато Эрди (1115 м).
Точные топографические карты и подробные описания посещаемых областей стали основой для дальнейшего изучения обследованных территорий.
В 1935 году он нанёс на карту бассейны рек Бенуэ и Шари.

## Избранные труды
- Exploration du lac Tchad, La Géographie, 1906, p. 195—214
- Documents scientifiques de la mission Tilho, 1910
- Le Tchad et les pays-bas du Tchad, La Géographie, 1910, p. 149—168
- Explorations en Afrique centrale (Borkou, Ennedi, Tibesti), La Géographie, 1916—1917, p. 401—417
- Une mission scientifique de l’institut de France en Afrique centrale (1912—1917), 1919

## Награды
- С 1935 — великий офицер ордена Почётного легиона.